# VL 퓌외레뮈르스퀴

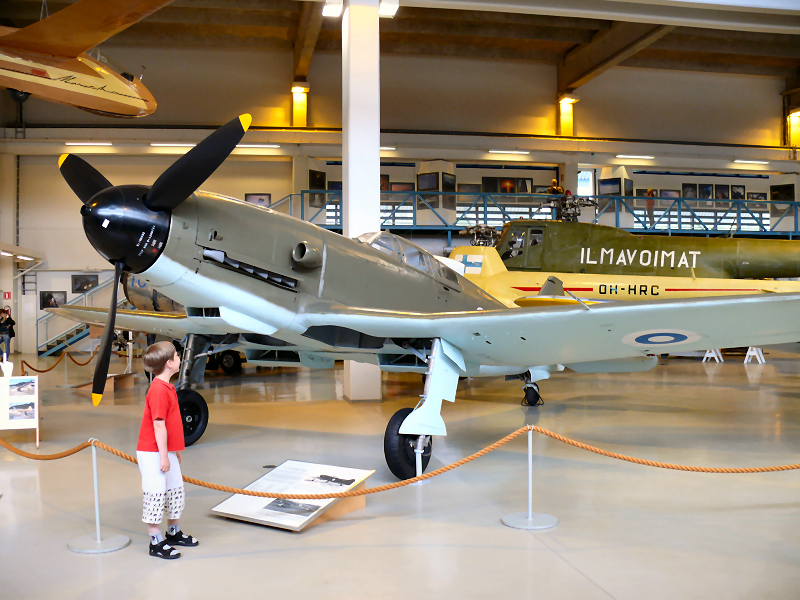

VL 퓌외레뮈르스퀴(핀란드어: VL Pyörremyrsky→태풍)는 핀란드 국영비행기공장에서 설계한 전투기다. 제2차 세계대전 당시 전투기 국산화를 시도하여 개발되었으나 양산되기 전에 전쟁이 끝나서 프로토타입 1기만 만들어졌다. 설계자는 토르스티 베르콜라.

## 같이 보기
- 메서슈미트 Bf 109
- 슈퍼마린 스피트파이어